# Mimcochylis ochroplasta
Mimcochylis ochroplasta är en fjärilsart som beskrevs av Józef Razowski 1985. Mimcochylis ochroplasta ingår i släktet Mimcochylis och familjen vecklare. Inga underarter finns listade i Catalogue of Life.